# درع الجيولوجيا
الدرع عبارة عن منطقة كبيرة من الصخور النارية البلورية والصخور المتحولة عالية الجود التي تشكل مناطق مستقرة من الناحية التقنية، هذه الصخور أكبر من 570 مليون سنة وأحيانًا تعود إلى 2 إلى 3.5 مليار سنة. لقد تأثرت هذه الصخور قليلاً   بالأحداث التكتونية التي أعقبت نهاية منطقة بريكامبريان، وهي مناطق مستوية نسبياً حيث المباني الجبلية، والتخطأ، والعمليات التكتونية الأخرى بسيطة، مقارنة بالنشاط عند هوامشها وبين صفائح الأرض المتحركة (الصفائح التكونية).
ويظهر مصطلح الدرع، المستخدم لوصف هذا النوع من المناطق الجغرافية، في الترجمة الإنكليزية لوجه  الأرض لإدوارد سوسس لعام 1901، بواسطة H. B. C. Sollas، ويأتي من شكل «ليس خلافا لدرع مسطح» من الدرع الكندي الذي له مخطط «يقترح شكل الدروع التي يحملها الجنود في أيام القتال اليدوي» تحدث الدروع في جميع القارات.

## علم خصائص الصخور
الدرع هو الجزء من القشرة القارية التي عادة ما تتفرع فيها الصخور بريكامبريان في القبو بشكل واسع على السطح وقد تكون الدروع نفسها وهي معقدة للغاية: فهي تتألف من مساحات شاسعة  من النيسات الجرانيتية، من عادة ما تكون من التركيب اللوني، كما أنها تحتوي على أحزمة   من الصخور الرسوبية، والتي غالباً ما تكون محاطة بتسلسلات رسوبية بركانية منخفضة الدرجة، أو أحزمة من الحجر الأخضر، هذه الصخور هي في كثير من الأحيان مواد مشحمة متحولة وامفيبوليات وواجهات الجرانوليت، يقدر أن أكثر من 50% من سطح دروع الأرض مكون من قبلة.

## التعرية والتضاريس
كون المناطق مستقرة نسبيا فإن راحة الدروع القديمة نوعا ما مع عناصر مثل السهول التي يتم تشكيلها في زمن بريكامبريان، يُطلق على أقدم   درع “البنسهول الأساسي"
إن التضاريس والودائع الضحلة للدروع الشمالية التي كانت خاضعة للتجلد الرباعي و periglacation تختلف عن تلك الموجودة بالقرب من خط الاستواء. يمكن الحماية بوسائل مختلفة من عمليات الإنقاذ، بما في ذلك السهول البنتانية. يمكن أن ينتهي الأمر بفضلات أسطح الدرع المعرضة للمناخ شبه الاستوائي والاستوائي لمدة كافية، تآكل السهول الجليدية في مناطق الدرع محدود في درع فينوسكاندياي الواقي متوسط التعرية الجليدية خلال الكويترناري إلى عشرات الأمتار، وإن لم يكن ذلك موزعاً بالتساوي لكي تكون التعرية الجليدية فعالة في دروع «فترة تحضير» طويلة للتجوية في ظل ظروف غير جليدية، قد تكون مطلبًا  تعتبر الدروع المعرضة للتجوية والتي تعرضت للتآكل معالم عامة.

## قائمة الدروع
- يشكل الدرع الكندي نواة أمريكا الشمالية ويمتد من بحيرة سوبيريور في الجنوب إلى جزر القطب الشمالي في الشمال، ومن غرب كندا شرقاً إلى معظم جرينلاند
- الدرع الأطلسي
  -     - الدرع (البرازيلي) على الجزء الشرقي من أمريكا الجنوبية وعلى حدود هذه الحدود يقع درع غيانا في الشمال درع بلاتيان في الجنوب
    - درع أوروغواي

- يقع درع بحر البلطيق (فينوسكانديان) في شرق النرويج وفتلتدا والسويد

- يقع الدرع الأفريقي (الإثيوبي) في أفريقيا
- يشغل الدرع الأسترالي معظم النصف الغربي من أستراليا
- الدرع العربي النوبي على الطرف الغربي من المملكة العربية السعودية
- درع القطب الجنوبي
- وفي اسيا يشار احياناً إلى منطقة في الصين وكوريا الشمالية باسم الدرع الصيني الكوري
- اما درع أنغران كما يطلق عليه احياناً فيحيده نهر ينيسي في الغرب ونهر لينا في الشرق والمحيط المتجمد الشمالي في الشمال وبحيرة بايكال في الجنوب
- يحتل الدرع الهندي ثلثي شبة الجزيرة الهندية الجنوبية

## ملحوظات
كيري، ب. (2001). قاموس Penguin الجديد للجيولوجيا (الطبعة الثانية). لندن: البطريق. ص. 243. ISBN 0-14-051494-5. OCLC 59494925.
Suess ، إدوارد؛ سولاس، وليام جونسون؛ سولاس، هيرتا ب. (3 يونيو 2018). وجه الأرض (Das antlitz der erde). أكسفورد، مطبعة كلارندون - عبر أرشيف الإنترنت.
ميال، أندرو د. «المناطق الجيولوجية». thecanadianencyclopedia.ca.
أوسترهايم، هاكون؛ كورفو، فرناندو؛ بريني، إنجي؛ أندرسن، تورجير ب. (2003). «The Proterozoic Hustad النارية المعقدة: جيب منخفض الضغط مع مفتاح لتاريخ منطقة Gneiss الغربية في النرويج» (PDF). بحوث ما قبل الكمبري. 120 (1-2): 149 - 175. بيب كود: 2003 PreR..120..149A. دوى: 10.1016 / S0301-9268 (02) 00167-5.
Fairbridge، Rhodes W.؛ فينكل جونيور، تشارلز دبليو (1980). «عدم المطابقة التآكل القرمزي والسهول القبلية». مجلة الجيولوجيا. 88 (1): 69-86. بيب كود: 1980 JG ..... 8869F. دوى: 10.1086 / 628474.
ليدمار بيرجستروم، كارنا (1988). «أسطح تعرية منطقة درع في جنوب السويد». Geografiska Annaler. 70 أ (4): 337-350. دوى: 10.1080 / 04353676.1988.11880265.
فيربريدج، رودس و. (1988). «الأنماط الدورية للتعرض، التجوية ودفن الأسطح الحشرية، مع بعض الأمثلة من أمريكا الشمالية وأستراليا». Geografiska Annaler. 70 أ (4): 277-283. دوى: 10.1080 / 04353676.1988.11880257.
ليدمار بيرجستروم، كارنا (1997). «منظور طويل الأمد حول تآكل الأنهار الجليدية». عمليات سطح الأرض والتضاريس. 22 (3): 297-306. بيب كود: 1997 ESPL .... 22. 297L. دوى: 10.1002 / (SICI) 1096-9837 (199703) 22: 3 <297 :: AID-ESP758> 3.0.CO ؛ 2-R.
نينونين، كيجو؛ جوهانسون، بيتر؛ السلاسمة، أولي. سارالا، بيرتي؛ بالمو، جوكا بيكا (2018). «المناظر الطبيعية الداخلية في لابلاند الفنلندية: دراسة مورفولوجية تعتمد على تفسير بيانات LiDAR». نشرة الجمعية الجيولوجية الفنلندية. 90 (2): 239-256. دوى: 10.17741 / bgsf / 90.2.008.
ميريام، د. (2005). موسوعة الجيولوجيا. Selley، Richard C. 1939-، Cocks، L.RM (Leonard Robert Morrison)، 1938-، Plimer، I.R Amsterdam: Elsevier Academic. ص. 21. ISBN 9781601193674. OCLC 183883048.